# Малмьо (община)
Община Малмьо (на шведски: Malmö kommun) е разположена в лен Сконе, югоизточна Швеция с обща площ 156 km2 и население 312 994 души (към 31 декември 2013). Административен център на община Малмьо е едноименния град Малмьо.